# Hiromi Kojima
Hiromi Kojima (jap. 小島 宏美 Kojima Hiromi; ur. 12 grudnia 1977) – były japoński piłkarz, reprezentant kraju.

## Kariera klubowa
Od 1996 do 2008 roku występował w klubach: Gamba Osaka, Consadole Sapporo, Omiya Ardija, Oita Trinita, Vissel Kobe i FC Gifu.

## Kariera reprezentacyjna
W reprezentacji Japonii zadebiutował w 2000.

## Statystyki
| Reprezentacja Japonii | Reprezentacja Japonii | Reprezentacja Japonii |
| Rok                   | Mecze                 | Gole                  |
| --------------------- | --------------------- | --------------------- |
| 2000                  | 1                     | 0                     |
| Razem                 | 1                     | 0                     |